# Хеденборг, Вильфрид
Вильфрид Хеденборг (нем. Wilfried Hedenborg, в ряде источников Вильфрид Кадзуки Хеденборг; род. 9 октября 1977, Зальцбург) — австрийский скрипач.
Сын Стефана Хеденборга, шведа по происхождению, скрипача оркестра Моцартеум. Получил первые уроки музыки у своего отца, затем окончил зальцбургский Моцартеум (1998) по классу скрипки Руджеро Риччи. Лауреат ряда международных конкурсов, в том числе победитель Конкурса имени Тадеуша Вроньского для скрипки соло (1997, Варшава) при первом его проведении в качестве международного.
В 1997—2001 гг. первая скрипка Венского квартета. С 2001 г. в оркестре Венской государственной оперы, с 2004 г. в Венском филармоническом оркестре, до 2010 г. исполнял также обязанности библиотекаря оркестра.
Записал (2008) альбом произведений Карла Черни для скрипки и фортепиано вместе с пианистом Бруно Канино.